# Cratere Leylie
Leylie  è un cratere sulla superficie di Eros.